# Midge
Midge Hadley – lalka z zestawu Barbie wyprodukowana przez amerykańską firmę Mattel.
Według wymyślonej biografii Barbie, Midge ma nazwisko Hadley i jest jej najlepszą przyjaciółką. Lalka po raz pierwszy pojawia się w roku 1963. W materiałach reklamowych podkreślano, że lalka ma 'takie same wymiary jak Barbie i mogą wymieniać się ubrankami". Charakterystycznymi jej cechami są rude włosy, piegi i niebieskie lub zielone oczy. W roku 1964 Midge otrzymuje chłopaka - Allana, przyjaciela Kena. Produkcję tej generacji Midge zakończono w roku 1967.
Postać Midge Hadley przywrócono do świata Barbie w 1988,używając innej formy twarzy (ang. facemold) o nazwie Steffie, a w 1991 roku Midge wychodzi za mąż za Alana (pisownię imienia zmieniono - pojedyncza litera 'L', lalki pakowano w zestaw Wedding Day Midge).
W roku 2003 kontrowersje wzbudziła linia Happy Family. Alan i Midge przedstawiani byli w nim jako para posiadająca syna, Ryana, i spodziewająca się narodzin córki, Nikki. Lalka Midge, będąca "w ciąży", posiadała odczepialny brzuch, w którym znajdowało się niemowlę. Pojawiały się opinie, że lalka jest poparciem dla zachodzenia w ciążę przez nastolatki, co doprowadziło do wycofywania lalek z półek sieci Wal-Mart. Dla linii Happy Family wyprodukowano również domek dla lalek, basen, rynek, i plac zabaw.
Podobnie jak sama Barbie, lalki Midge są obiektem kolekcjonerskim. Z myślą o dorosłych kolekcjonerach wyprodukowano w roku 1993 i 1998 reprodukcję pierwszej lalki Midge, na przypadającą wówczas odpowiednio 30 i 35 rocznicę jej prezentacji.